# 血の色の影
『血の色の影』（ちのいろのかげ、The Bleeding Shadow）は、アメリカの作家ジョー・R・ランズデールによる短編ホラー小説。
アンソロジー『Down These Strange Streets』に収録され、続いて2014年にアンソロジー『ラヴクラフトの怪物たち』に収録され、同単行本が2019年に邦訳された。
南部アメリカの黒人社会を題材とし、黒人音楽であるブルースと、伝説的ギタリストのロバート・ジョンソンがテーマとなる。怪物はオリジナル。
菊地秀行は単行本解説にて「通俗ハードボイルドの設定に、『エーリッヒ・ツァンの音楽』を絡めたような物語は、あくまでも現代的な筆致でありながら、そして、水とも闇とも縁のない乾いた土地の物語でありながら、古き良き時代の“クトゥルー神話”を彷彿とさせる」と解説する一方で、本単行本にはダーレス神話のシンプルな対決物語は一つもなく本作だけがかろうじて片鱗を留めているという旨の分析をしている。

## あらすじ

### 過去
アメリカ合衆国テキサス州。リチャードは娼婦のアルマ・メイと結婚するも、二人はうまくいかなかった。アルマは娼婦をやめることができず、薬物にはまり堕ち、最終的に二人は離婚する。離婚の原因の一つが、アルマの弟トゥーティの存在であり、アルマは死んだ母親に代わって弟の面倒を見、ギターも買い与えていた。リチャードは殻つぶしのトゥーティを嫌っていたが、彼にブルースの才能があることはを認めざるをえなかった。
トゥーティは、「どんなブルースでも置いてある」と噂の店を訪れる。そこでトゥーティは、ロバート・ジョンソンの「知らない曲」を聞き、そのレコードがどうしても欲しくなる。店主は血の契約を言い出し、意味を理解できないトゥーティをよそに、レコード針でトゥーティの指先を突いて出血させて雫をレコードに垂らし、「お前さんが死んだら、ブルースの魂はもらうよ」と言う。トゥーティはレコードを持ち帰って再生し、ギターを弾いていると、怪物が見えるようになる。心を苛まれたトゥーティは、返品に行くも、別の契約を追加され、2枚目のレコードも持たされて帰らされる。やがてトゥーティは、レコードを再生すると怪物が具現化していき、自曲を演奏すると怪物が帰っていくという法則に気づく。店主がトゥーティに仕掛けたゲームは、怪物がトゥーティの魂を取るか、トゥーティが怪物を撃退させるか。トゥーティは自分が演奏した曲を録音し、姉に郵送する。

### 現在
リチャードはアルマに呼び出され、行方不明のトゥーティを探して連れ帰ってくるように依頼される。トゥーティが郵送してきたレコードを、アルマが蓄音機で再生すると、トゥーティの不気味な演奏と歌声が流れてきて、あまりの不快さに最後まで聴かず止める。リチャードはアルマからレコードを預かる。
リチャードはダラスの安ホテルに行き、ごろつきに絡まれるも蹴散らして、トゥーティが宿泊している部屋に入る。トゥーティは憔悴していた。そこに怪物が現れ、リチャードは混乱するが、レコードから曲が流れるとそいつは退散する。トゥーティは、曲を流して、怪物が寄ってくるのを防いでいるのだと説明する。トゥーティは、どこに逃げてもあいつが追ってくると言い、レコード店の店主と血の契約をしたことを話す。
リチャードは店の場所を聞き出して向かうが、そこにはレコード店などなかった。リチャードはトゥーティを連れ出して車で逃走するも、闇の怪物はどこまでも追ってくる。2人はアルマの家に逃げ込み、トゥーティは「僕を捕まえろ。2人に手を出すな」と宣言して怪物に捕まり、消滅する。リチャードは呪いのレコードを破壊しようとするが、その前に黒い水のように溶解して消える。

## 主な登場人物
全員が黒人である。
- リチャード - 無許可の私立探偵。トゥーティーからは「リッキー」と呼ばれているが、好きではない。
- アルマ・メイ - 娼婦。リチャードの別れた妻。美人。
- トゥーティ・ジョンソン - アルマの弟。ギターを弾いて飲んだくれ、金がなくなると姉に頼りに来る。
- 店主 - ＜クロスロード・レコード＞の店主。黒い顔に白い歯をむき出しに笑い、目は赤く充血した大男。
- 怪物 - 影の戸口から出現する、名状しがたい怪物。特定の音楽をトリガーに、現れたり帰ったりする。

## 収録
- 新紀元社『ラヴクラフトの怪物たち 下』植草昌実訳

## 関連作品
- エーリッヒ・ツァンの音楽